# Sint-Pauluskerk (Hadsten)
De Sint-Pauluskerk of de Kerk van Hadsten (Deens: Sankt Pauls Kirke;  Hadsten Kirke) is een kerk gebouw van de Deense Volkskerk in het centrum van Hadsten, Denemarken.

## Geschiedenis
In de jaren 1913-1914 was het inwonertal van het stadje Hadsten gegroeid tot circa 1200 inwoners. Hiermee groeide ook de behoefte aan een nieuw kerkgebouw. De oude kerk van Hadsten bevindt zich in Over Hadsten, aan de Skanderborgvej in het zuidelijke deel van Hadsten, en werd rond 1200 als filiaalkerk van de Kerk van Vitten gebouwd.
Frederik Bergmann Larsen (12 oktober 1839 te Randers - 19 april 1916 te Hadsten), beter bekend als dokter Larsen, was een beroemde arts in Denemarken en stond plaatselijk bekend als wonderdokter om zijn groot menselijk inzicht en medische vaardigheid. Hij stelde in het centrum van de plaats voor de nieuwbouw een stuk grond van 10.000 m² ter beschikking. Aan de architect Hack Kampmann werd gevraagd een voor de stad Hadsten waardig ontwerp te maken.
De gemeenteraad diende vervolgens voor de financiering van de bouw in 1914 een verzoek in bij het ministerie van kerkelijke aangelegenheden. Echter met het uitbreken van de Eerste Wereldoorlog zag de minister geen mogelijkheden en wees het financieringsverzoek af. Het project werd opgeschort, maar na de beëindiging van de oorlog ontstonden er nieuwe mogelijkheden. De kosten waren inmiddels echter fors gestegen en Kampmann's ontwerp werd nu te duur. Voor de nieuwe kerk werd daarom gekozen voor een neoclassicistisch ontwerp van Hans Jørgen Kampmann, een zoon van Hack Kampmann.
Dr. Larsen zelf zou de voltooide kerk niet meer meemaken. De toren van de kerk werd ter nagedachtenis aan haar ouders gefinancierd door Eva Larsen, de dochter van Dr. Larsen.
De kerk werd op 23 november 1919 ingewijd.